# Felix – Ein Hase auf Weltreise
Felix – Ein Hase auf Weltreise ist ein deutscher Zeichentrickfilm für Kinder aus dem Jahr 2005, der auf der Kinderbuchserie Felix von Annette Langen und Constanza Droop basiert.
Der Film behandelt verschiedene Themen, die gesellschaftlich mit vielen Gerüchten und Theorien in Verbindung stehen und nährt diese. Unter anderem werden Elfen, Trolle, das Wesen des Yeti, das Ungeheuer von Loch Ness, Dodos, der verschollene Kontinent Atlantis und Vampire thematisiert.

## Handlung
Der lebendige Plüschhase Felix macht zusammen mit der achtjährigen Sophie, ihren Geschwistern Julius, Nicolas und Lena und ihren Eltern Campingurlaub in Norwegen. Auf der Fahrt dorthin liest Sophie aus einem Buch vor, in dem es um Elfen geht. Als sich der Vater einen schönen Platz zum Zelten ausgesucht hat, parken sie dort und bauen alles auf. Doch sofort merken Felix und Sophie, dass die Gegend genauso aussieht wie in ihrem Buch, und befürchten, in einem Elfenring zu zelten, den eigentlich niemand betreten darf. Diese Befürchtung wird trotz der Versuche der Eltern, sie von diesem Glauben abzubringen, wahr. Schon beim Aufbau pfuschen die Elfen in alles hinein, um die Familie zu vertreiben. Doch das Geheimnisvolle an den Elfen ist, dass niemand sie sehen kann – niemand, außer Felix. Dieser schafft es, eine Elfe in seinem Koffer zu fangen und bleibt auch wach, als der Elfenkönig die Familie in Tiefschlaf fallen lässt und einen Riesentroll herbeibeschwört. Der Elfenkönig, der sich weigert, die Ratschläge einer Eule anzunehmen, missachtet ein Elfengesetz, das besagt, dass er Felix, der eine Elfe gefangen hat, einen Wunsch gewähren muss. Mit der Hilfe der gefangenen Elfe schafft es Felix dennoch, den Riesentroll abzulenken, damit seine Familie, überrascht durch den ausgelösten Steinschlag, sich ins Auto retten und davonfahren kann. Fortan schildert Felix Sophie das erlebte Geschehen in Briefen.
Der Riesentroll verwandelt sich bei Sonnenaufgang in einen Stein und ist damit keine Gefahr mehr. Die Eule will Felix, dessen Koffer und Schirm sie nun hat und ihm gibt, ihrem Meister bringen, einem Poltergeist, der dringend jemanden sucht, der das „Zauberspiel“ mit ihm spielt, das darin besteht, dass einer dem anderen ein Rätsel stellt und derjenige gewinnt, der es lösen kann. Der Poltergeist erscheint auf den ersten Blick sehr böse, vor allem, weil er ein sehr schlechter Verlierer ist. Mit Raffinesse gelingt es Felix, auf einem Pferd namens Pegasus davonzufliegen. Doch der Poltergeist, erbost über die Flucht, folgt ihm bis zu einem Strand, wo Felix abermals den sehr naiven Poltergeist überlistet und nun mit einem Flugzeug davonfliegt. Doch mitten im Himalaya ist die Reise vorbei, denn der Tank des Flugzeugs ist leer. Felix trifft mitten in der einsamen Schneelandschaft auf einen Yeti, den er durch dessen große Fußabdrücke aufspürt. Der Yeti, ein liebes und sehr schüchternes Wesen, hat die junge Menschenfrau Sally dabei, die nach dem Verlust ihrer Schneebrille wegen des blendenden Schnees vorübergehend erblindet ist. Felix und der Yeti, die sich miteinander anfreunden, pflegen die junge Frau gesund. Mithilfe seines Schirms gleitet Felix auf seinem Koffer talwärts.
Nächste Station ist Schottland; Felix landet, unfähig zu schwimmen, im See Loch Ness, wo ihn das legendäre Ungeheuer vor dem Ertrinken rettet und ihn zum Ufer bringt. Doch dort wird es von einem bösen Mann gefangen, der mit dem Wesen eine Million Pfund verdienen will. Mit dessen LKW fahren sie los, Nessie im mit Wasser gefüllten Anhänger. Felix rät dem Mann zur Nutzung einer steileren und unebeneren Straße. Der LKW kommt dort schließlich nicht mehr voran und Felix gibt an, abzusteigen und von hinten zu schieben. Tatsächlich aber öffnet er den Anhänger und wird zusammen mit Nessie ins Meer gespült. Er hat Nessie gerettet und die beiden sind gute Freunde geworden. Zum Dank bekommt er eine Perle geschenkt.
Nächste Station ist die Nautilus auf dem offenen Meer, ein Unterseeboot für ansonsten ausgestorbene Tiere, auf dem Felix aufgenommen wird. Dort kommt es zu einer Meuterei zweier schlecht gelaunter Dodos. Doch Felix schafft es, dem Kapitän zu helfen, das Schiff wieder unter sein Kommando zu bringen. Ziel des Schiffes ist Atlantis, das der Kapitän vor langer Zeit einmal entdeckt hat. Dort kommen sie dank der Hilfe von Felix an. Die wiedergefundene Insel offenbart sich als Naturparadies, in dem die seltenen Tiere der Nautilus hervorragend leben können. Felix muss seine Reise aber fortsetzen.
Der Poltergeist ist wieder da. Er hat die ganze Zeit nach Felix gesucht und ihn nun gefunden. Er möchte Felix, für den er große Sympathien hegt, seinen Wunsch, nach Hause zu fliegen, nicht länger verwehren und sorgt mit Magie dafür, dass Felix mit seinem Koffer fliegen kann.
Doch bevor es nach Hause geht, muss er wegen starken Regens eine Zwischenstation in Rumänien einlegen. Er übernachtet in einem Haus, in dem er kühl, aber freundlich empfangen wird. In der Nacht kommen Vampire bei ihm ins Zimmer, welche er am folgenden Morgen versucht zu finden. Dies gelingt ihm durch einen Geheimgang in seinem Zimmer, der zu den Sargbetten der Vampire führt. Es sind eigentlich normale Kinder, denen Felix das Tageslicht zeigt und die er davon überzeugt, sich nicht mehr vor der Welt zu verstecken.
Jetzt kann die endgültige Reise nach Hause angetreten werden. Er kommt bei Sophie an und sowohl sie als auch der Rest der Familie ist erleichtert und froh über Felix Rückkehr.

## Synchronisation
Dialogregie führte Reinhard Brock, der auch das Dialogbuch schrieb.
| Rolle           | Synchronsprecher    |
| --------------- | ------------------- |
| Felix           | Patrick Flecken     |
| Sophie          | Lilian Brock        |
| Mutter          | Susanne von Medvey  |
| Vater           | Michael Scherthaner |
| Julius          | Tim Schwarzmeier    |
| Nicolas         | Jasper Walther      |
| Lena            | Lara Wurmer         |
| Eule            | Uschi Glas          |
| Poltergeist     | Rick Kavanian       |
| Kakerlaken      | Ralph Kretschmar    |
| Yeti            | Jochen Nickel       |
| Nessie          | Rick Kavanian       |
| Männlicher Dodo | Hugo Egon Balder    |
| Weiblicher Dodo | Janine Kunze        |
| Fledermaus      | Sonja Kirchberger   |
| Butler          | Jochen Nickel       |

## Lieder
Der Titelsong „Felix“ sowie die Lieder „Wir magischen Elfen“ und „Wir sind Vampire“ werden von Vicky Leandros gesungen. Die Lieder „Großer Meister“ und im Abspann „Freundschaftsbaum“ werden gesungen von Ralph Kretschmar.

## Veröffentlichung
Der Film startete am 3. Februar 2005 in den deutschen Kinos und ist als DVD erhältlich.